# Локдаун

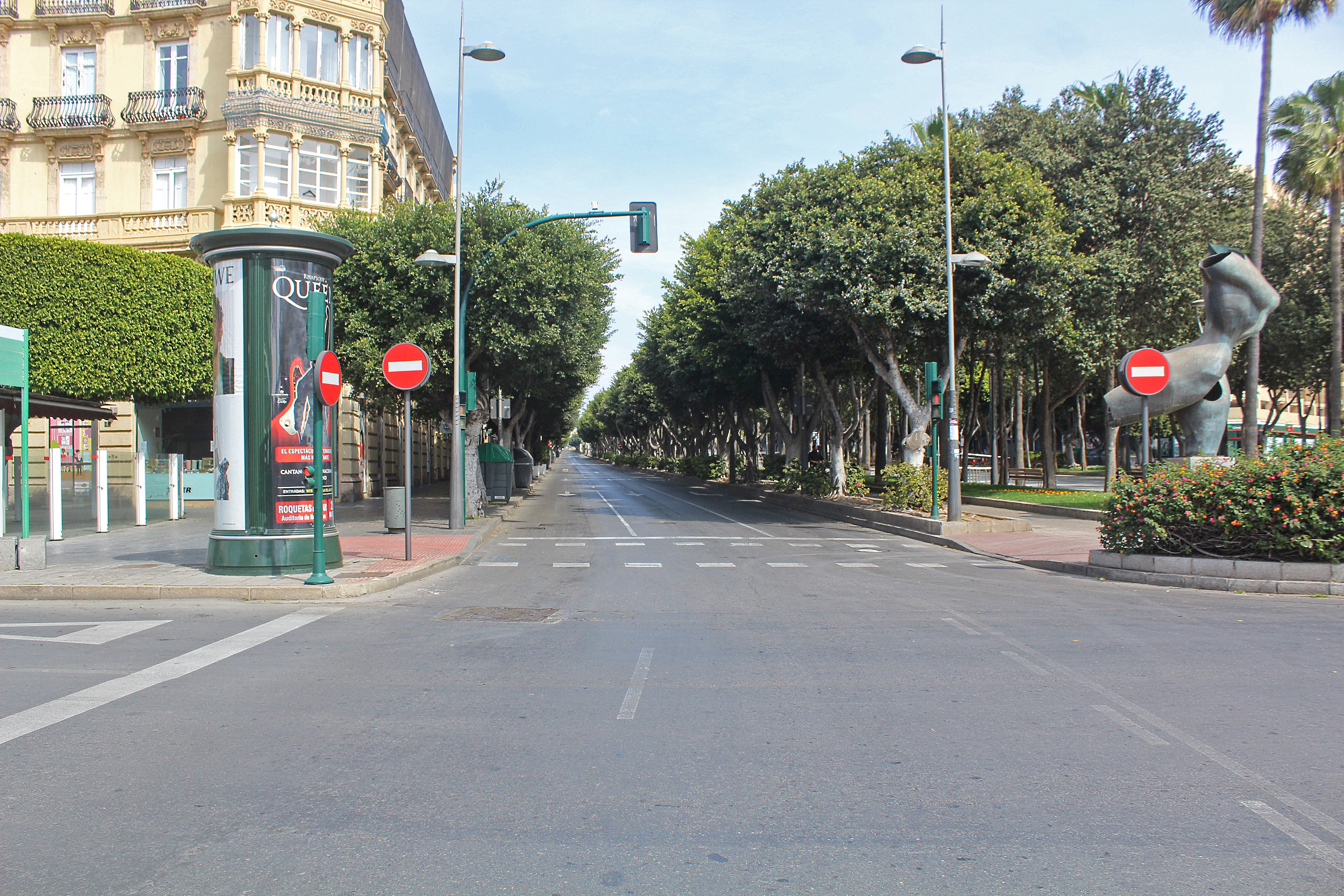
Локдаун в Іспанії 2020 року

Локда́ун (англ. lockdown) — це нагальний протокол дій і система обмежувальних заходів, що вводяться з метою стримання поширення захворюваності. Локдаун зазвичай забороняє людям вільно відвідувати або залишати певну зону. Під час локдауну діє режим ізоляції населення, обмежується свобода пересувань і дій в межах певної зони.

## Вживання слова
Початково, в Америці XIX століття, локдауном називали смугу дерева, яка з’єднувала основу плоту для сплаву дерева по річці. В 1970-ті його почали вживати у значенні «обмеження в’язнів», коли їм заборонено покидати свої камери.
У контексті карантинних обмежень слово не має прямого українського відповідника, в англомовних джерелах часто вживають на позначення обов’язкового розпорядження влади про те, щоб жителі певного міста, регіону або іншої частини території країни залишалися у своїх домівках, аби уникнути розповсюдження інфекції. В США цей наказ також називають «сховайся, де ти є» (shelter-in-place) або «залишайся в себе вдома» (stay-in-your-home). «Локдаун» та «карантин» у багатьох країнах вживають як синоніми.
Щодо комп'ютерів локдауном називаються обмеження функціональності системи. Наприклад, щоб користувачі не могли встановити нові програми. Цей термін також вживають щодо налаштування комп’ютера або служби для запобігання небажаним вторгненням, як-то віруси чи спам.
Словник Collins назвав слово «локдаун» словом 2020 року. Укладачі словника зазначили, що зареєстрували понад 250 тис. випадків вживання слова lockdown, у той час, коли за 2019 рік кількість випадків його вживання склала близько 4 тис.

## Різновиди локдаунів

### Профілактичний карантин
Запобіжний план дій для зменшення ризику чи слабкості у роботі певної системи. Основна увага при профілактичних заходах — уникнути небезпек та ризиків, що виникають внаслідок невідповідності нормальним обставинам. Такий план має гарантувати безпеку людей, організації та системи. Більшість організацій планують аварійне закриття. Ці протоколи повинні базуватися на типі загрози, мають бути простими та короткими.

### Локдаун під час надзвичайних ситуацій
Аварійні закриття здійснюються тоді, коли існує неминуча загроза життю або ризик травмування людей. (Наприклад, аварійні тренування у школах, які мають бути короткими та простими, щоб їх було легше використовувати в умовах реального життя).

### При інфекційних захворюваннях
Під час пандемії коронавірусної хвороби у 2019—2020 роках термін «локдаун» застосовується для дій, пов'язаних із масовими карантинами.  Наразі локдаун обмежує вільне пересування в межах та за межами країни, нормально функціонувати можуть лише організації, що надають основні потреби та послуги.